# Tapiserija Apokalipsa
Tapiserija Apokalipse je velik srednjeveški niz tapiserij, ki jih je naročil Ludvik I., vojvoda Anžujski, in so bile tkane v Parizu med letoma 1377 in 1382. Prikazuje zgodbo o Apokalipsi iz knjige Razodetja svetega Janeza iz Patmosa v barvitih podobah, razprostrta na šestih tapiserijah, ki so prvotno vsebovale 90 prizorov in so bile visoke okoli šest metrov ter skupaj dolge 140 metrov.
Je najpomembnejši in skoraj edini ohranjen primer tapiserije iz prvih desetletij velikega obdobja tapiserij, ko je industrija razvila velike delavnice in je predstavljala najučinkovitejšo umetniško obliko za razkazovanje veličastnosti kraljevih mecenov, nenazadnje tudi zato, ker so bile velike tapiserije silno drage. Obdobje se je začelo okoli leta 1350 in je nato trajalo vsaj do 17. stoletja, ko so po pomembnosti tapiserije postopoma prehitele slike. Na tej zgodnji točki je bilo narejenih razmeroma malo tapiserij po načrtih, ki jih je določil mecen, kar se očitno zdi tukaj.
Glavnim tkalskim središčem sta vladali francoska in burgundska veja rodbine Valois, ki sta bili v tem obdobju izjemno pomembna mecena. To se je začelo s štirimi sinovi Ivanom II. (umrl 1362): Karlom V., Ludvikom Anžujskim, Jeanom, vojvodom Berryjskim in Filipom Drznim, vojvodo Burgundije.
Njihovi inventarji razkrivajo, da so imeli v lasti več sto tapiserij. Tapiserija Apokalipse je skoraj edino jasno ohranjena iz teh zbirk in najbolj znana tapiserija iz 14. stoletja.
Njenemu preživetju je pomagalo to, da jo je poznejši vojvoda Anžujski leta 1480 podaril stolnici v Angersu, kjer so jo hranili do francoske revolucije, med katero so jo razkropili in velike dele uničili. Večino tapiserije so našli in obnovili v 19. stoletju in je zdaj na ogled v Chateau d'Angers. To je največji sklop srednjeveških tapiserij, kar jih je preživelo, in zgodovinar Jean Mesqui meni, da je »ena od velikih umetniških interpretacij razodetja svetega Janeza in ena od mojstrovin francoske kulturne dediščine«.

## Zgodovina
Tapiserijo Apokalipsa je okoli leta 1373 naročil Ludvik I., vojvoda Anžujski. Jean Bondol, flamski umetnik, ki je bil dvorni umetnik francoskega Karla V., je izdelal načrte ali modele za komplet; ti so bili verjetno precej majhni in so jih kasneje predelali v kartone v polni velikosti, ki so jim tkalci sledili.
Bondol je kot delni model uporabil iluminirani rokopis Apocalypse iz kraljeve knjižnice. Naročilo je uredil pariški trgovec Nicholas Bataille, ki je v preteklosti pogosto veljal za glavnega tkalca, zdaj pa je veljal le za posrednika in morda financerja pariške delavnice, ki jo je vodil Robert Poinçon. Stalo je 6000 frankov. Na tej točki je bil Pariz še vedno vodilno središče tkanja tapiserij in Bataille je od leta 1363 do 1380-ih Ludviku dobavil številne tapiserije. Komplet je bil verjetno dokončno dokončan leta 1380  ali 1382.
Še vedno je bilo nenavadno, da je tapiserijo na ta način naročil kupec.
Negotovo je, kako je Ludvik uporabil tapiserijo; verjetno je bila namenjena za prikazovanje zunaj, podprta s šestimi lesenimi konstrukcijami, po možnosti razporejenimi tako, da gledalca postavijo blizu središča prikaza in posnemajo tekmovalno polje.
Tapiserija in njena tema bi prav tako pomagala okrepiti status Ludvikove rodbine Valois, ki je bila takrat vpletena v stoletno vojno z Anglijo.
Tapiserija prikazuje zgodbo o Apokalipsi iz knjige Razodetja svetega Janeza iz Patmosa. V 14. stoletju je bila Apokalipsa priljubljena zgodba, ki se je osredotočala na junaške vidike zadnjega spopada med dobrim in zlim in je vsebovala bojne prizore med angeli in zvermi.
Čeprav je veliko prizorov v zgodbi vključevalo uničenje in smrt, se je poročilo končalo z zmagoslavnim uspehom dobrega, kar je oblikovalo vzpodbudno zgodbo. Različne različice zgodbe ali cikla Apokalipse so takrat krožile po Evropi in Ludvik se je odločil uporabiti anglo-francoski gotski slog cikla, ki je delno izhajal iz rokopisa, ki si ga je leta 1373 izposodil od svojega brata, Karla V. Francoskega. 
Ta različica Apokalipse je bila najprej posneta v Metzu, nato pa so jo kasneje prilagodili angleški umetniki; Karlov rokopis je nastal v Angliji okoli leta 1250.
Na Ludvika je morda vplivala tudi posebno veličastna tapiserija, ki so jo leta 1367 sodniki iz Lilla dali Charlesu.
Po stoletju v lasti vojvod Anžu je René Anžujski tapiserijo leta 1480 zapustil stolnici v Angersu, kjer je ostala več let.
Med francosko revolucijo je bila tapiserija Apokalipsa izropana in razrezana na kose. Kosi so bili uporabljeni za različne namene: kot talne podloge, za zaščito lokalnih pomarančevcev pred zmrzaljo, za zapiranje lukenj v stavbah in za izolacijo konjskih hlevov.
Med revolucijo je bilo veliko srednjeveških tapiserij uničenih, tako zaradi zanemarjanja kot tudi zaradi pretopitve, da bi pridobili zlato in srebro, uporabljeno v njihovih tkaninah.  To v tem primeru ne velja, saj so bile tapiserije samo iz volne.
Preživeli fragmenti so bili ponovno odkriti leta 1848 in ohranjeni ter vrnjeni v stolnico leta 1870.
Stolnica ni bila idealna za razstavljanje in ohranjanje tapiserije.
Sosednji Chateau d'Angers je bil dolga leta uporabljen kot francoska vojaška baza, po drugi svetovni vojni pa je prešel v civilno uporabo. Leta 1954 so tapiserijo preselili tja, da bi jo razstavili v novi galeriji, ki jo je zasnoval francoski arhitekt Bernard Vitry.
Med letoma 1990 in 2000 je bila grajska galerija sama izboljšana, z nameščenimi dodatnimi svetlobnimi in prezračevalnimi napravami za zaščito tapiserije.

## Opis in slog
Tapiserija je bila izdelana v šestih delih, vsak 24 m dolg in 6,1 m visok, vseboval pa je 90 različnih prizorov. Vsak prizor je imel rdeče ali modro ozadje, ki se je izmenjevalo med deli. V izdelavo so vložili precej truda, saj so tkalske ekipe zahtevale med 50 in 84 oseb-let truda. Danes je ohranjenih samo 71 od prvotnih 90 prizorov. Na tapiseriji prevladujejo niti modre, rdeče in slonokoščene barve, podprte z oranžno in zeleno barvo, v volno in svilo pa sta vtkana pozlata in srebro. Te barve so zdaj precej zbledele na sprednji strani tapiserije, vendar so bile prvotno podobne globokim in živahnim odtenkom na hrbtni strani tapiserije.
Zasnova Jeana Bondola sledi francosko-flamski šoli oblikovanja tapiserij z bogatimi, realističnimi, tekočimi podobami, postavljenimi v preprosto, jasno strukturo skozi potek tapiserije. Posledično so angeli in pošasti upodobljeni s precejšnjo energijo in barvo, učinek pa je okrepljen s samo velikostjo tapiserije, ki omogoča, da so upodobljeni nekoliko večji od naravne velikosti. V tapiseriji so uporabljeni različni pristopi k interpretaciji alegoričnega jezika, ki ga uporablja sveti Janez v svojem izvirnem besedilu; zlasti tapiserija ima nenavaden pristop k upodobitvi četrtega jezdeca apokalipse, Smrti. Upodobitev Smrti na tej tapiseriji sledi slogu, ki je takrat postajal priljubljen v Angliji: predstavljen je kot razpadajoče truplo, namesto bolj običajne upodobitve Smrti iz 14. stoletja kot običajne žive osebe.
- Prvi jezdec: Osvajalec
- Tretji jezdec: Lakota
- Četrti jezdec: Smrt - predstavljen kot razpadajoče truplo
- Orel pogube